# Heteroaliado

Bandera del colectivo heteroaliado.

Heteroaliado (en inglés: straight ally) es un término coloquial que describe a las personas heterosexuales y cisgénero que apoyan activamente los derechos civiles, la igualdad de género y los movimientos LGBT.

## Perfil
Los familiares y amigos de personas lesbianas, gais, bisexuales y transexuales tienden a tener una mayor participación en actividades como heteroaliados en solidaridad y empatía con sus seres queridos LGBT. Mediante el activismo, entre los temas que promueven los heteroalidados se encuentran la salud mental y física de los miembros del colectivo LGBT, una mayor tolerancia social hacia el lesbianismo, la homosexualidad, la bisexualidad y la transexualidad, la equiparación a las parejas homosexuales de derechos y garantías legales otorgadas a parejas heterosexuales, como la unión civil y el matrimonio entre personas del mismo sexo; una educación sexual inclusiva, que considere a las personas LGBT y que mejore la salud sexual de ellos, como por ejemplo, con la difusión de prácticas de sexo seguro, etc.
En relación con políticos que se autodefinen como heteroaliados, éstos suelen encontrarse cercanos a ideologías liberales en lo sociocultural y progresistas. No obstante, también han aparecido sectores heterosexuales del conservadurismo social que apoyan al conservadurismo LGBT, quienes mantienen una postura de moral sexual de vínculos afectivos monógamos, estables y duraderos en el tiempo, manteniendo un discurso contra la promiscuidad; aunque su presencia y participación dentro de los movimientos LGBT es baja.